# Blechnum inflexum
Blechnum inflexum är en kambräkenväxtart som först beskrevs av Kze., och fick sitt nu gällande namn av Oskar Kuhn. Blechnum inflexum ingår i släktet Blechnum och familjen Blechnaceae. Inga underarter finns listade.